# Achttiendaagse Veldtocht
De Achttiendaagse Veldtocht is de operatie van het Belgische leger tijdens de Tweede Wereldoorlog vanaf de inval door het Duitse leger in Nederland, België, Frankrijk op 10 mei 1940 tot de capitulatie van het Belgische leger op 28 mei 1940. Het Duitse aanvalsplan hield geen rekening met nationale grenzen. De defensieve operaties van het Belgische leger worden daarom benaderd als een onderdeel van de gezamenlijke defensieve operaties van de legers van de aangevallen landen en het te hulp gekomen Britse expeditieleger.

## Politiek-militaire achtergrond
Tot de Eerste Wereldoorlog berustte het veiligheidsbeleid van België op de door het Verdrag van Londen opgelegde neutraliteit.
Na de Eerste Wereldoorlog had de Volkenbond veiligheid en vrede in Europa moeten verzekeren maar faalde. België verloor zijn vertrouwen in de Volkenbond. Na een vergeefse poging een defensief verdrag te sluiten met het Verenigd Koninkrijk sloot België op 7 september 1920 een militair akkoord met Frankrijk. De geheimhouding rond het akkoord lokte protest en agitatie uit van Vlaamsgezinde Belgen, die er een bedreiging voor de Vlaamse emancipatie in zagen. Nadat Duitsland in gebreke bleef inzake de herstelbetalingen voorzien in het Verdrag van Versailles, bezetten Franse en Belgische troepen in januari 1923 het Ruhrgebied. Aan de bezetting van de Ruhr kwam een eind in juli 1925.
In oktober van datzelfde jaar 1925 werden een reeks akkoorden gesloten, gekend onder de verzamelnaam Locarno, waaronder het Rijn-pact. Duitsland aanvaardde zijn westgrens zoals die vastgelegd was in het Verdrag van Versailles, alsook de eeuwige demilitarisering van het Rijnland. Frankrijk en België beloofden af te zien van agressie. Het gedemilitariseerde Rijnland dekte België. Frankrijk, België en Duitsland stelden zichzelf garant en ook het Verenigd Koninkrijk en Italië stelden zich borg. Zo werd ook het Verenigd Koninkrijk bij de veiligheidspolitiek van België betrokken. Het Belgische leger op vredesvoet werd afgebouwd tot zes divisies infanterie en twee divisies cavalerie.
De daaropvolgende jaren leidden de diplomatieke inspanningen van Frankrijk en de Verenigde Staten van Amerika tot de ondertekening op 27 augustus 1928 van het Briand-Kellogg-pact, ook door Duitsland. De oorlog als politiek dwangmiddel werd verbannen. In een sfeer van optimisme werd in België de duur van de legerdienst voor de helft van de dienstplichtigen verminderd tot acht maanden. In december 1929 besloot de Franse regering de Maginotlinie te bouwen met het oog op het vertrek van alle legers uit het Rijngebied in 1930. In 1929 kwam ook de te volgen Belgische defensiestrategie en het Frans-Belgisch militair akkoord van 1920 weer ter sprake. Er werd begonnen met de modernisering van de forten rond Luik en Namen en op 1 april 1932 begonnen de bouwwerken voor het fort van Eben-Emael.
In januari 1933 kwam Hitler aan de macht. Duitsland verliet de Volkenbond en de ontwapeningsconferentie die in februari 1932 onder auspiciën van de Volkenbond in Genève begonnen was. Op 2 augustus 1934 werd kanselier Hitler ook president en de onbetwiste leider, de Führer. De getalsterkte van de Reichswehr werd opgedreven tot 300.000 man, een flagrante inbreuk op de gesloten verdragen. In maart 1935 voerde Hitler de eenjarige militaire dienstplicht in. Op 7 maart 1936 zei Hitler het Verdrag van Locarno op en dezelfde dag bezetten Duitse troepen de gedemilitariseerde zone van het Rijnland. Frankrijk reageerde niet, evenmin als de andere grote staten.
Op 18 februari 1934 verongelukte koning Albert in Marche-les-Dames. Zijn zoon Leopold III volgde hem op.
België begon te twijfelen aan de doeltreffendheid van het dusver gevoerde veiligheidsbeleid en de gedachten daaromtrent evolueerden in de richting van neutraliteit of, naar het woordgebruik van die tijd, een onafhankelijkheidspolitiek. Onder druk van onder anderen de Vlaamse parlementariërs werd het Frans-Belgische militair akkoord van 1920 herzien. Het voorzag voortaan enkel nog in stafbesprekingen. De koning hield in de ministerraad een pleidooi voor een 'uitsluitend en integraal Belgische' politiek en de overeenstemmende militaire financiële inspanningen, erop gericht België buiten de conflicten van zijn buren te houden. De minister voor Buitenlandse Zaken Henri Spaak pleitte op 20 juli 1936 voor een exclusieve en integraal Belgische politiek. De Kamer van Volksvertegenwoordigers keurde de Onafhankelijkheidspolitiek goed met 126 stemmen voor en 42 tegen en op 14 oktober 1936 verzaakte de regering aan de verplichtingen van het verdrag van Locarno.
Bij de annexatie door Duitsland van Oostenrijk in 1938 werd niet gereageerd. Bij de annexatie van Sudetenland en Bohemen en Moravië van Tsjecho-Slowakije in 1938 en 1939 reageerden Frankrijk en het Verenigd Koninkrijk zeer terughoudend. De contacten tussen de Belgische en Franse staven werden op discrete wijze hervat.
Op 23 augustus 1939 werd het Duits-Russisch Niet-Aanvalspact bekendgemaakt. Het was duidelijk dat Duitsland aanstuurde op oorlog. Op 1 september 1939 viel de Duitse Wehrmacht Polen binnen. De aandacht van België ging evenwel in de eerste plaats naar Frankrijk en het Verenigd Koninkrijk, waarvan gevreesd werd dat ze door België zouden trekken om Duitsland aan te vallen, wat voor het neutrale België onaanvaardbaar was. Na de capitulatie van Polen op 28 september 1939 verplaatste België het gros van zijn strijdkrachten naar het oosten. Terecht, want zoals inmiddels bekend werd, wilde Hitler nog in de herfst van 1939 in het westen aanvallen.
Frankrijk verklaarde op 3 september Duitsland de oorlog en beperkte zich verder tot de mobilisatie van de reserves en een beperkt en mislukt offensief in de Saar. Op 3 september verklaarde ook het Verenigd Koninkrijk de oorlog aan Duitsland. De officiële staat van oorlog tussen Duitsland enerzijds en Frankrijk en het Verenigd Koninkrijk anderzijds zou later de naam Schemeroorlog krijgen (Frans: Drôle de guerre; Engels: Phony War).

## De schemeroorlog, 3 september 1939 – 10 mei 1940

### Militaire en politieke mobilisatie in België
Na de bekendmaking op 23 augustus van het Duits-Russisch Niet-Aanvalspact besliste België zijn leger te mobiliseren. De mobilisatie begon drie dagen later, op 26 augustus, en verliep in vijf fasen.
In de eerste fase werden de actieve regimenten op oorlogsvoet gebracht. Op 28 augustus en 1 september werden de divisies van eerste reserve opgeroepen en in het oosten gekantonneerd.
Op 3 september 1939 nam koning Leopold III het bevel van de troepen. Dezelfde dag werd de katholiek-liberale regeringscoalitie uitgebreid met de socialisten, het kabinet mocht indien nodig regeren met besluitwetten en de parlementaire mandaten werden verlengd voor de duur van de oorlog. De politieke partijen Rex en het VNV (Vlaamsch Nationaal Verbond) legden loyaliteitsverklaringen tegenover België af. België bleef vasthouden aan zijn neutraliteitspolitiek. Op 29 september 1939 wees de Belgische regering de Britse voorstellen voor geheime stafcontacten af.
Van 11 september 1939 tot 13 januari 1940 werden de divisies van tweede reserve opgeroepen. De Generale Staf werd omgevormd tot Groot Hoofdkwartier en in het Fort van Breendonk geïnstalleerd.
De meeste troepen werden tegenover Duitsland opgesteld. In uitvoering van de neutraliteitspolitiek werden ook aan de Franse grens een aantal eenheden geïnstalleerd. Eind september, na de Duitse veldtocht in Polen werd de dekking tegenover Frankrijk beperkt tot drie divisies.
De algemene mobilisatie ging door op 10 mei 1940, de dag van de invasie.

### Het Belgische leger tijdens de schemeroorlog
De gemobiliseerde troepen werden ingekwartierd in openbare gebouwen, scholen, bioscopen, parochiezalen, en later in houten barakken in de nabijheid van de stellingen. Hun dagen waren gevuld met werken aan de weerstandsstelling, (de KW-stelling), veldwerken, instructie, karweien, wachtlopen en alarmoefeningen. De eenheden gingen om beurten naar de oefenpleinen in Leopoldsburg, Casteau, Helchteren, Brasschaat en Elsenborn voor schietoefeningen.
Per maand kregen de soldaten vijf dagen vergunning (vrijaf). Tot 25% van de manschappen mocht afwezig zijn. Daarenboven werden ca. 50.000 man, (mijnwerkers, mijningenieurs, vaders van minstens drie kinderen, artsen, onderwijzend personeel, spoorwegpersoneel, ambtenaren) vrijgesteld en met onbepaald beroepsverlof gestuurd. Bij de vrijgestelden waren velen reserveofficier. De zonen van landbouwers kregen beroepsverlof tijdens de oogst. Ook de opgeëiste paarden werden naar huis gestuurd.
Terwijl de vrijgestelden een normaal loon ontvingen, dienden de opgeroepen soldaten rond te komen met 30 centiem per dag en na enige tijd 1 frank, d.w.z. de prijs van een pilsje. Een kleine vergoeding voor de echtgenote loste het probleem niet op. Klachten over de hachelijke financiële toestand van de gezinnen, de vele straffen, het schorsen van de verloven, de stationering in het anderstalig landsgedeelte werden door het paternalistische beroepskader en het gebrekkig gevormde reservekader slecht opgevangen. Er braken nogal wat ongeregeldheden uit: ongewettigde afwezigheden, drinkgelagen, samenscholingen, betogingen, bevelsweigering. Het “Werk koningin Elisabeth”, waar de socialistische voorman reservekapitein-commandant Hendrik de Man een belangrijke rol in speelde, poogde de soldaten op te beuren met toneel, cabaret, zang, het soldatenuurtje op de radio, colli.

### Het Franse leger tijdens de schemeroorlog
In Frankrijk verliep de mobilisatie en de schemeroorlog, de drôle de guerre, op vergelijkbare wijze als in België en met dezelfde gevolgen. De vrijstellingen heetten er affectations spéciales en hadden dezelfde effecten als in België. Het overheersend gevoel was dat er, voor Frankrijk, geen direct gevaar dreigde en dat wellicht de vrede nogmaals kon gered worden zoals in München na de inval in Tsjecho-Slowakije.

### Duitse, Belgische, Franse, Nederlandse en Britse militaire en politieke activiteiten
De schemeroorlog bleef niet beperkt tot werken aan de stellingen, afwachten en wachtlopen. De landen in oorlog ondernamen een beperkt aantal daadwerkelijke militaire acties en militaire en politieke initiatieven.
De Fransen veroverden enkele Duitse dorpen in het Warndtwald (6-13 september) in de omgeving van Saarbrücken. De Duitsers werkten verder aan de Siegfriedlinie. De Luftwaffe voerde tussen 1 september 1939 en 10 mei 1940 meer dan 500 verkenningsvluchten uit boven België.
Vanaf 9 oktober 1939 waren de Belgische autoriteiten op de hoogte dat een opmars doorheen België ter studie was bij de Duitse landmachtstaf (OKH (Oberkommando des Heeres)) en vanaf begin november vernamen de Belgen van betrouwbare bronnen dat de aanval binnen de kortste keren zou losbarsten.
Op 7 november 1939 stuurden koning Leopold III en koningin Wilhelmina een telegram naar Hitler, koning George VI van het Verenigd Koninkrijk en de Franse president Albert Lebrun, waarin zij hun diensten als bemiddelaars aanboden. Er kwam geen reactie.
België zou tot het uiterste vasthouden aan zijn neutraliteit maar bleef toch voortdurend in contact met Nederland, Frankrijk en het Verenigd Koninkrijk voor het uitwisselen van informatie over eigen en Duitse plannen. Franse en Britse vragen om preventief België binnen te trekken werden afgewezen. Anderzijds waren noch Frankrijk noch het Verenigd Koninkrijk bereid duidelijke garanties te geven met betrekking tot de verdedigingsplannen en toekomst van België.
Het eigenmachtig optreden van de koning, de verhouding met Frankrijk en de aanslepende taalproblematiek leidden in januari 1940 tot een dreigende regeringscrisis die kon bezworen worden. De stafchef Edouard Van den Bergen werd ontslagen. Hij werd vervangen door Generaal-majoor Oscar Michiels. Die werd inderhaast bevorderd tot Luitenant-generaal.
In de nacht van 10 op 11 november 1939 werd alarm geblazen langsheen het Belgische front. Er kwam geen aanval. Hitler had de aanval uitgesteld.
Op 10 januari 1940 maakte een verdwaald Duits Messerschmitt Bf 108 Taifun-liaisonvliegtuig met aan boord plannen voor het offensief in het westen met de codenaam Fall Gelb, een noodlanding in Vucht bij Maasmechelen. De documenten bevestigden de eerder ontvangen verwittigingen. De Belgen brachten de Fransen, de Britten, de Nederlanders en de Luxemburgers op de hoogte. De Fransen alarmeerden een beperkt aantal eenheden. Britten en Nederlanders dachten dat het een Duits afleidingsmanoeuvre was. In België werd werkelijk alarm geblazen.
Op 13 januari stuurde de Belgische militaire attaché in Berlijn, kolonel Goethals, een bericht waarin hij de mogelijkheid opperde van een Duitse aanval. Generaal Raoul Van Overstraeten, de persoonlijke militaire raadgever van de koning, liet daarop de eenheden verwittigen met: ‘Attaque ennemie quasi certaine’ (vijandelijke aanval zo goed als zeker). Troepen en stellingen werden gevechtsklaar gemaakt.
Op 9 april begon de Duitse invasie van Noorwegen en Denemarken (Operatie Weserübung). Britten en Fransen drongen aan om België preventief te mogen binnenrukken.
Op 7 mei kwamen uit Berlijn, Nederland en het Groothertogdom Luxemburg meer alarmerende geruchten en aanwijzingen. De apostolische nuntius van het Vaticaan berichtte, dat elk ogenblik een Duitse aanval op Nederland, België, Luxemburg en Zwitserland kon losbarsten. Terwijl in Nederland de onrust ten top steeg, voerde de Belgische minister van Defensie de opgeschorte vergunningen opnieuw in. Om 23:30 liet Goethals weten dat de aanval de 10e bij het ochtendgloren zou beginnen. Het algemeen alarm afgekondigd door de Generale Staf werd in de eenheden op ongeloof onthaald.
Rond 5:00 in de nacht van 9 op 10 mei 1940 begonnen de eerste luchtbombardementen, en werd de grens overschreden. Het zou snel blijken dat de maandenlange mobilisatie en de nationale en internationale gebeurtenissen de gevechtswaarde van de troepen en de wil tot weerstand weinig baat hadden gebracht.

## De tegenover elkaar staande krachten

### Het Belgische leger

#### Manschappen
In totaal telde het Belgische leger na mobilisatie ongeveer 600.000 manschappen of ongeveer 8% van de Belgische bevolking.
Het officierenkader bestond uit bijna 5000 officieren in actieve dienst en 16.614 reserveofficieren. De beroepsofficieren waren technisch goed geschoold, maar de psychologische en sociale vorming lieten soms te wensen over.
Het onderofficierenkader bestond uit 12.000 beroepsonderofficieren en 46.000 reserveonderofficieren.
De troep bestond naast 10.000 beroepssoldaten uit dienstplichtigen van de militieklassen van 1926 tot 1939.

#### Bevelvoering
De bevelvoering over de Belgische krijgsmacht was verspreid over drie machtscentra: de minister van Defensie, de chef van de generale staf en koning Leopold III. De koning werd bijgestaan door een persoonlijke raadgever, kolonel (vanaf 1938, generaal-majoor) Raoul Van Overstraeten. De stafchef, luitenant-generaal Oscar Michiels, was een uitvoerder die richtlijnen kreeg van de koninklijke raadgever. De minister van Defensie, luitenant-generaal Henri Denis, hield zich bezig met de financiële, politieke en dagelijkse aspecten van landsverdediging.

#### Gevechtseenheden
De gevechtseenheden van het Belgische leger bestonden na mobilisatie uit 22 divisies van ongeveer elk 17.000 manschappen, onderverdeeld in acht legerkorpsen waaronder één cavaleriekorps. Er waren achttien infanteriedivisies (zes actieve divisies, zes divisies van de eerste reserve en zes divisies van de tweede reserve), twee divisies Ardense Jagers (waarvan één volledig gemotoriseerd), twee gemotoriseerde cavaleriedivisies. Daarnaast waren er nog één gemotoriseerde brigade, twee regimenten grenswielrijders, twee regimenten vervoerde Rijkswacht en een regiment vestinginfanterie.

#### Steuneenheden
De vuursteuneenheden bestonden, buiten deze in de divisies, uit een divisie zware artillerie van het veldleger (kanonnen en houwitsers 150 tot 380 mm o.a. op treinwagons), twee regimenten vestingartillerie (Luik en Namen) en twee regimenten DTCA (Défense terrestre contre aéronefs; Verdediging te lande tegen luchtvaartuigen, dus luchtafweer).
Het wapen van de genie en de transmissie telde 22 bataljons.
Het vliegwezen was een onderdeel van het landleger. Het telde een regiment jachtvliegtuigen en twee regimenten verkenningsvliegtuigen, in totaal 184 vliegtuigen waarvan 69 relatief recente.

#### Logistiek
De logistiek van het Belgische leger werd verzekerd door de Services de l'Arrière, (Diensten van het Achtergebied) die instonden voor de bevoorrading vanuit de Basis van het Leger naar de eenheden en installaties op het terrein. Voor het transport gebruikte men treinen, binnenschepen, autobussen en vrachtwagens. Voor hun intern transport waren de meeste divisies aangewezen op paard en kar.

#### Bewapening en uitrusting
De actieve infanteriedivisies en die van eerste reserve waren uitgerust met het Mausergeweer model 1935. Per divisie waren er 324 machinegeweren Browning en 144 mitrailleurs Maxim, 36 mortieren 76 mm, 60 antitankkanonnen 47 mm, waarvan 12 op een gepantserd rupsonderstel (T13), en 48 kanonnen (75 mm en 105 mm houwitsers) getrokken door paarden.
Het Cavaleriecorps was een volledig mobiele, deels gemotoriseerde en gepantserde eenheid: motorfietsen en sidecars, fietsen, kanonnen van 75 mm getrokken door alle-terreintractoren, tanks van 6 ton met een mitrailleur 13,2 mm in de koepel, acht tanks van 14,5 ton voorzien met een kanon 47 mm.
Bestaande vestingen waren gemoderniseerd geworden en in Eben-Emael was in de periode 1932-1935 een nieuw fort gebouwd om de invalswegen in de buurt van Maastricht af te sluiten.

#### Duitse evaluatie
Het Duitse OKH (Oberkommando des Heeres; Opperbevel van de landstrijdkrachten) oordeelde genuanceerd over het Belgische leger. De beroepsofficieren en onderofficieren werden bekwaam geacht, de reserveofficieren en onderofficieren onvoldoende opgeleid, de soldaten fysiek zwak en weinig tuchtvol, de staven uitstekend. De cavalerie en de Ardense Jagers achtte het OKH waardevolle eenheden en de eenheden van tweede reserve zwak.

### Frans leger
Het Franse leger was weliswaar gemoderniseerd geworden, maar het ideeëngoed voor het gebruik ervan was onveranderd dat van de Eerste Wereldoorlog gebleven. Van Longwy tot aan de Zwitserse grens had Frankrijk een naar André Maginot genoemde verdedigingslijn gebouwd. De lineaire defensie en de daarmee gepaard gaande mentaliteit zou Frankrijk eerder verzwakken dan beveiligen.
Frankrijk had vrij veel tanks. Wat bewapening en bepantsering bezien waren ze zeker niet de mindere van de Duitse. De SOMUA S35 bijvoorbeeld was een tank met een pantsering van 40 mm en een kanon van 47 mm. Een tekortkoming was wel de beperkte actieradius en de eenmanstoren waardoor één persoon tegelijk tankcommandant was, lader en schutter.
Doorslaggevend was het gebruik van de tanks: ze werden ingezet in kleine groepjes of als steun van de infanterie. Ook de vliegtuigen werden geïsoleerd ingezet. Het groeperen van tanks in afzonderlijke pantsereenheden en inzet ervan in samenwerking met de luchtmacht, zoals in het Duitse leger, zou veel en goede radioverbindingen vereist hebben. Door de verouderde opvattingen over tactiek en bevelvoering ontbraken deze in het Franse leger.

### Brits expeditieleger
Het Britse expeditieleger BEF (British Expeditionary Force) dat op het continent zou ingezet worden stond onder bevel van het voormalig hoofd van de Imperiale Staf John Vererker.
De BEF bestond uit negen infanteriedivisies, een gepantserde brigade, twee lichte verkenningsbrigades en steuneenheden. In totaal telde het ongeveer 450.000 man. Het kader officieren en onderofficieren en het grootste deel van de manschappen waren beroepssoldaten.
De BEF was bijna volledig gemotoriseerd. Het telde ongeveer 280 tanks van 5,5 tot 26 ton met een bewapening gaande van een enkele mitrailleur tot een kanon van 40 mm en mitrailleur (o.a. Cruiser Mk I, Mk II en Matilda I, II). Voor het operatietoneel in Frankrijk waren 440 vrij recente vliegtuigen voorzien, waaronder 160 jagers (zie Hurricanes) en 160 bommenwerpers (zie Battles en Blenheims).
Een divisie, de 51e, lag aan de Maginotlinie. De rest was gelegerd in de omgeving van Rijsel tot Arras.

### Nederlands leger
Nederland had ongeveer 300.000 man onder de wapens gebracht. Op 10 mei telde de Nederlandse landmacht acht infanteriedivisies, een lichte divisie, drie brigades en nog vele zelfstandige huzaren- en infanterieregimenten alsmede ca. 20 zelfstandige grensbataljons. Nederland beschikte over te weinig moderne artillerie maar had wel relatief veel moderne luchtafweer. Het had vrijwel geen gepantserde gevechtsvoertuigen, maar de 34 die actief waren (vooral de M36, M38 en M39) waren relatief modern en goed bewapend. De Luchtvaartafdeeling beschikte over 135 luchtwaardige vliegtuigen, waarvan er 74 deels of sterk verouderd waren. Moderne toestellen waren de Fokker T.V, G.1 en D.XXI.

### Duits leger
Duitsland had op 10 mei 1940 6.050.000 man onder de wapens. Het grootste deel van het Duitse landleger viel best te vergelijken met het Franse en Belgische leger. Een beperkt aantal, 300.000, behoorden tot de keurtroepen die het verschil maakten: pantsereenheden, parachutisten, jachtbommenwerpers.
In het westen werden 135 divisies ingezet waarvan tien pantserdivisies, en circa 3000 vliegtuigen waaronder de duikbommenwerper Stuka. De infanteriedivisies verplaatsten zich grotendeels te voet. Zwaar materieel werd getrokken door paarden.
De pantserdivisies telden elk 218 tot 324 tanks waarvan een vierde lichte pantsers van 5,4 ton met als bewapening twee mitrailleurs 7,92 mm (PzKpfw I). De andere pantsers van 9,5 ton tot 19,7 ton waren bewapend met een kanon van 20 mm tot 75 mm en een mitrailleur (PzKpfw 35(t), 38(t), III, IV). Ze hadden een autonomie van 100 à 150 km. Al met al hadden de Duitsers minder tanks dan de Fransen en de Britten samen.
De tactiek van de Wehrmacht, in het bijzonder de wijze van inzet van de pantsertroepen steunde op ideeën die ook in het Verenigd Koninkrijk en Frankrijk leefden (zie hieronder), maar daar geen toepassing hadden gekregen. De Wehrmacht had de nieuwe tactische procedés kunnen uitproberen en ervaring opdoen in Spanje, in Oostenrijk, in het Sudetengebied, in Bohemen-Moravië en in Polen.
De Duitse aanvalstactiek die later de naam Blitzkrieg kreeg bestond erin eerst de vijandelijke luchtmacht op de vliegvelden te vernietigen, dan het vijandelijke front af te tasten om de zwakke punten op te sporen en vervolgens deze “Schwerpunkten” aan te vallen met combinatie van luchtmacht, tanks en infanterie om een doorbraak te realiseren. Ten slotte moesten pantsereenheden snel en zonder versagen in permanente samenwerking met de luchtmacht door de bres oprukken naar de einddoelen. Kleine geïsoleerde weerstandsnesten werden uitgeschakeld. Grotere weerstandsnesten werden voorbijgestoken en nadien opgeruimd door de achteropkomende infanterie.
De methode van bevelvoering in het Duitse leger was aangepast aan de tactiek: de commandanten van de eenheden kregen ruim geformuleerde opdrachten, en de wijze van uitvoeren werd aan hen overgelaten. Naar deze methode wordt soms verwezen als Auftragstaktik. De vereiste materiële voorzieningen voor de gevolgde tactiek en bevelvoeringsmethode waren voorzien: radioverbindingen op elk echelon.

## Nederlands-Belgisch-Frans-Brits verdedigingsplan

### Gemeenschappelijke defensieve strategie
In weerwil van de neutraliteitspolitiek werkten de Belgische en Franse legertop met de Britten en de Nederlanders in het geheim een gemeenschappelijk verdedigingsplan uit. Ze verwachtten een soort heruitgave van het Schlieffenplan en, zoals in 1914, een Duitse opmars ten noorden en ten westen van de Samber en de Maas om de Maginotlinie te vermijden. De verdedigingsplannen waren eveneens geïnspireerd door het verloop van de krijgsverrichtingen in de Eerste Wereldoorlog.
De gemeenschappelijke strategie kwam erop neer een hardnekkig defensief te voeren op een lineaire weerstandsstelling van Nederland tot Zwitserland, bezet door van noord naar zuid Nederlandse, Franse, Belgische, Britse, nogmaals Franse en Belgische, en verder weer Franse troepen. Ten westen van de weerstandsstelling moesten de troepen op vooruitgeschoven stellingen de dekking verzekeren, d.w.z. de inval detecteren, alarmeren, informeren, de vijand vertragen, verliezen toebrengen en zo mogelijk stoppen en, indien nodig, terugvallen op de weerstandsstelling. België voorzag daarenboven ook een nationaal bolwerk en, in het kader van de neutraliteitspolitiek, een aantal binnenlandse stellingen.

### Gemeenschappelijke weerstandsstelling
In Nederland werd de rol van weerstandsstelling gespeeld door de Waterlinie, die liep langs de Zuiderzee, Utrecht en Dordrecht naar de monding van de Maas en met een geheel van forten en inundaties de Vesting Holland beschermde. De weerstandsstelling werd gedekt door een zwak bezette vooruitgeschoven stelling langs IJssel en Maas en een beter bemande dekkingsstelling langs de Grebbe en Peel. Noord-Brabant werd dus nauwelijks en Nederlands Limburg helemaal niet verdedigd.
In de streek van Breda - Sint-Lenaarts zou het Franse 7e leger de verbinding tussen Belgen en Nederlanders realiseren en ook de monding van de Schelde helpen verdedigen.
Ten zuiden van de Fransen moesten de Belgen de forten van Antwerpen houden.
Vanaf Koningshooikt, een van de forten, strekte de weerstandsstelling zich uit langs de Dijle tot Waver, (de KW-stelling), en verder naar het zuiden tot Namen. Deze stelling ligt dwars op de natuurlijke Oost-West naderingsweg, de waterscheidingslijn tussen het Scheldebekken en het Maasbekken. De KW-stelling was versterkt met een onafgebroken lijn van anti-tankhindernissen (Cointet-element, tetraëders en anti-tankgrachten), en voorzien van gevechts- en communicatiebunkers. De stelling was aangevuld met loopgrachten en prikkeldraadversperringen en voorzien van antitankkanonnen en mitrailleurs.
De KW-stelling zou van Koningshooikt tot Leuven door de Belgen verdedigd worden. Op 10 mei 1940 stond alleen de 10e Belgische Infanteriedivisie opgesteld langs de Weerstandsstelling te Leuven.
Het Britse expeditiekorps (BEF) moest de voorbereide KW-stelling bezetten tussen Leuven en Waver met inbegrip van beide steden.
Vanaf Waver werd de stelling naar het zuiden verlengd over Gembloers tot Rhisnes waar ze aansloot op de vesting Namen. Tussen Waver en Namen moest het 1e Franse Leger de KW-stelling bezetten, beide steden niet inbegrepen.
De vesting Namen zou door de Belgen bezet worden.
Vanaf Namen volgde de stelling de Maas tot Sedan in Frankrijk. Van daaraf volgde de weerstandsstelling de Belgische grens om ten slotte aan te sluiten op de Maginotlinie tot aan de Zwitserse grens. Het 9e Franse Leger en het 2e Franse Leger zouden stelling nemen op de Maas ten zuiden van Namen.
De opmars van het Franse 7e leger, het 1e leger, het 9e leger en het 2e leger naar hun respectieve sectoren staat in Frankrijk bekend als la manoeuvre Dyle-Breda, het Dijle-Breda manoeuvre, en in België als het Dijleplan.

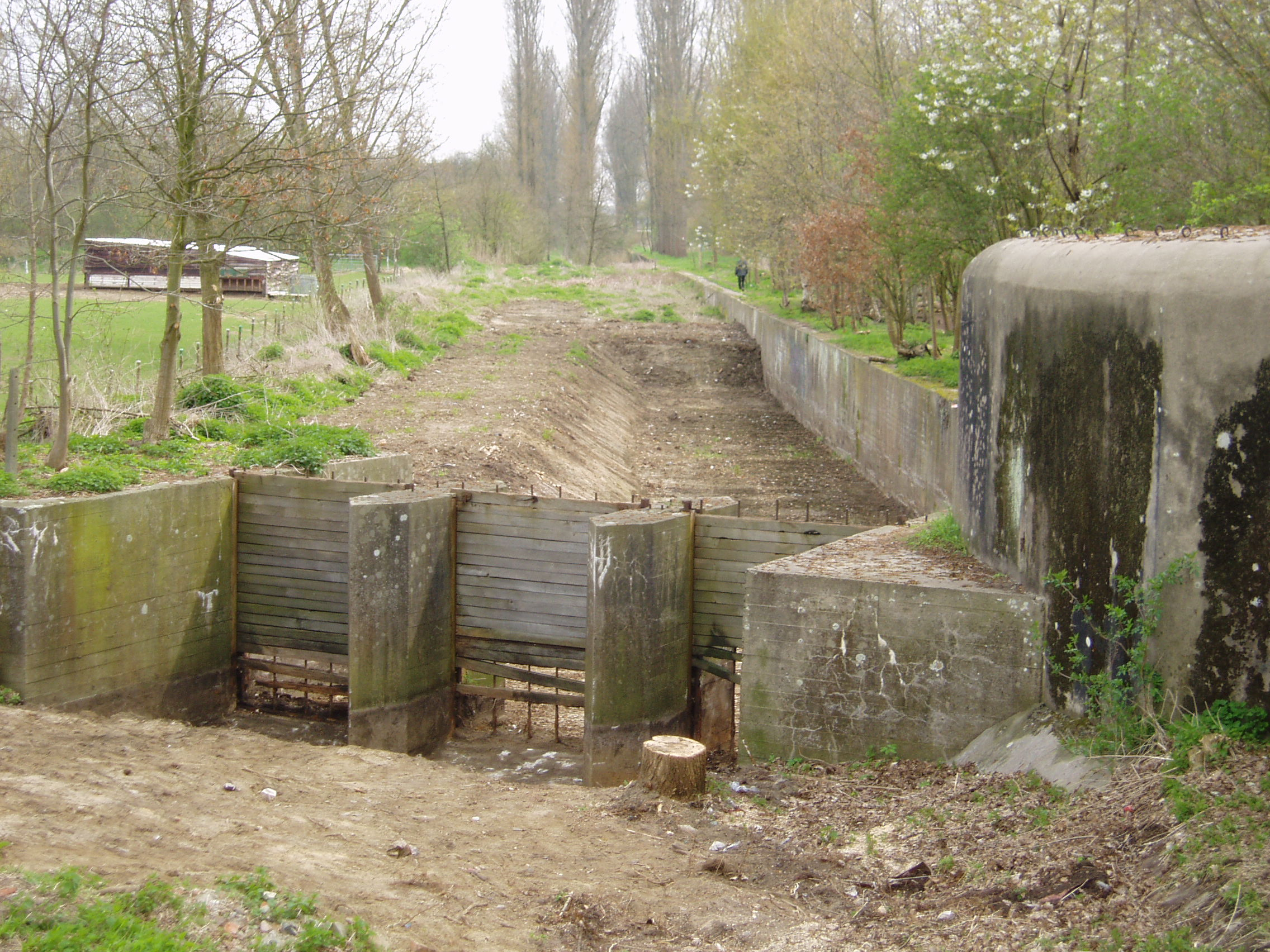
De KW-stelling

### Belgische vooruitgeschoven stellingen

#### Dekkingsstelling
De dekkingsstelling was de eerste van drie vooruitgeschoven stellingen. Ze volgde de anti-tankgracht van Antwerpen tot het Albertkanaal, vervolgens dit kanaal tot de forten rond Luik en verder de Maas tot Namen. Langs het Albertkanaal stond om de 600 meter een bunker met twee mitrailleurs ter hoogte van de waterspiegel). Alle bruggen waren ondermijnd met springladingen, velden waren onder water gezet en er waren tankversperringen.
Op de dekkingsstelling waren op 10 mei veertien divisies opgesteld, meer dan de helft van het Belgisch leger. In geval van tegenspoed zouden ze na ontruiming van de dekkingsstelling op de KW-stelling kunnen terugvallen. Iets meer in diepte bezette de 2e Infanteriedivisie een tussenstelling achter de Gete en de Mehaigne.

#### Vooruitgeschoven stelling
De zogeheten vooruitgeschoven stelling liep van Antwerpen tot Aarlen. Ze volgde via Maaseik grosso modo de contouren van de grens met Nederland en Duitsland. De vooruitgeschoven stelling moest de sterkte van de Duitse troepen testen en weerstand bieden zodat het gros van het veldleger zonder vijandelijke druk de Dekkingsstelling op het Albertkanaal zou kunnen bezetten. De vooruitgeschoven stelling was ingedeeld in twee sectoren: sector Noord en sector Zuid. Sector Noord liep van Antwerpen tot Lanaken. Sector Zuid liep van Hendrik-Kapelle tot Aarlen. Tussen Lanaken en Luik viel de stelling samen met de Dekkingsstelling langs het Albertkanaal, terwijl de fortengordel rond Luik tussen de twee sectoren in lag.
In de sector Noord volgde de vooruitgeschoven stelling het Kanaal Dessel-Turnhout-Schoten, het Kempisch kanaal en het Belgische deel van de Zuid-Willemsvaart. Om de stelling te versterken waren langs de kanaaloevers grosso modo om de 600 meter mitrailleurbunkers gebouwd die het wateroppervlak bestreken. In de zuidelijke sector waren er geen kanalen en viel de stelling terug op verspreide steunpunten, meestal versterkt met bunkers.
Op 10 mei 1940 was de stelling volledig bezet. De legerleiding had hier consequent mobiele eenheden ingezet die snel naar de Dekkingsstelling verplaatst konden worden als hun taak erop zat: verkenningseenheden van infanteriedivisies en eenheden van het Cavaleriekorps.
- Tot Turnhout werd de linie bewaakt door eenheden van de Versterkte Stelling Antwerpen.
- Tussen Turnhout en Arendonk werd de Vooruitgeschoven Stelling bezet door de wielrijders van de 15e Infanteriedivisie, een divisie van tweede reserve. De 15e Infanteriedivisie zelf lag langs het Albertkanaal.
- Tussen Arendonk en De Maat (Lommel) bemanden de wielrijders van de verkenningseenheid van de 18e Infanteriedivisie de linie. Dit was eveneens een divisie van tweede reserve.
- Voor het meest kritieke deel van de linie, tussen Lommel en Lanaken, had de legerleiding beroep gedaan op sterkere eenheden. Voor deze taak werd in de maanden voor 10 mei een speciale tijdelijke Battlegroup gevormd, de Groepering Ninitte.[23] Deze tijdelijke eenheid viel onder het bevel van het Cavaleriekorps. Ze bestond uit het 1e Regiment Karabiniers-Cyclisten, het per vrachtwagen vervoerde 2e Regiment Gidsen en het 1e Regiment Jagers te Paard. Ze was daarenboven versterkt met de wielrijdersgroep van de 17e infanteriedivisie, en de 5e en 6e compagnie van de Grenswielrijders Limburg.
- In de Ardennen werd de beveiliging verzekerd door de Groepering K, genoemd naar haar bevelhebber luitenant-generaal Maurice Keyaerts, bestaande uit de 1e divisie Ardense Jagers en de 1e Cavaleriedivisie.

#### Alarmstelling
De alarmstelling volgde de grens met Nederland (Nederlands Limburg) en de grens met Duitsland. Deze linie had als doel elke grensoverschrijding te detecteren en onmiddellijk te melden. Deze stelling werd bemand door territoriale brigades van de Rijkswacht en gedetacheerde manschappen van de eenheden op de vooruitgeschoven stelling

### Belgische binnenlandse stellingen
In Oost- en West-Vlaanderen was een nationaal bolwerk voorzien, dat via de kusthavens kon geravitailleerd worden. Dit gebied zou verdedigd worden op het kanaal Gent-Terneuzen een bunkergordel ter dekking van Gent, en op de Bovenschelde. De 5e Infanteriedivisie bevond zich in de regio Halle-Ninove en de 16e Infanteriedivisie in het Gentse. De bunkergordel ter hoogte van Gent was gekend als Tête de Pont de Gand (Bruggenhoofd Gent).
Bovendien waren in het binnenland stellingen gepland, ingericht en deels bezet om, wegens de neutraliteitspolitiek, het hoofd te kunnen bieden aan een mogelijke Franse of Britse invasie. Deze stellingen omvatte onder andere de linie Waver-Ninove, een onafgebroken tankhindernis met bunkers, een bunkergordel van Astene aan de Leie tot Kwatrecht aan de Schelde, de kustverdediging en geplande vernielingen langs de Franse grens (Semois, Samber, en de kanalen van Henegouwen). Een beperkt aantal eenheden was langs de Franse grens gelegerd. Langs de kust waren elementen van de 16e Infanteriedivisie gestationeerd, naast enkele artilleriebatterijen.

### Evaluatie van de Belgische defensie
In de jaren voor de oorlog had België een enorme financiële inspanning geleverd voor de aanschaf van bewapening en transportmiddelen, voor kazernes, vestingbouw en veldversterkingen: vanaf 1937 bedroeg het gewoon budget voor landsverdediging 1.200 miljoen frank, d.w.z. 12% van de staatsuitgaven.
Daarbovenop werd een wezenlijk deel van het economisch potentieel van het land ingezet in de schemeroorlog: 16% van de actieve bevolking, 17% van de paarden, 12% van de auto's, 18% van de motorfietsen. De Belgische opstelling van de troepen was een compromis tussen de verdediging van heel het land en de verdediging, na een vertragend gevecht, van het essentiële deel, het centrum. Het hield ook rekening met het Franse Dijle-Breda plan. De ontplooiing in diepte op drie stellingen was er ook gekomen onder politieke druk. Het zou moeilijk geweest zijn de publieke opinie ervan te overtuigen dat België van aanvang af zou verdedigd worden op de lijn van Antwerpen - Namen - Franse grens, dat wil zeggen door bij voorbaat de helft van het land prijs te geven.

## Duits aanvalsplan
Met een oorlog in het westen wilde Duitsland de basis leggen voor een invasie van Engeland om uiteindelijk het Europees continent en het Verenigd Koninkrijk te overheersen. Het aanvankelijk aanvalsplan beoogde enkel zoveel mogelijk Belgische-Britse-Franse strijdkrachten te vernietigen en havens aan de Noordzeekust in bezit te nemen. Dat oorlogsdoel werd later onder invloed van Erich von Manstein in de geest van von Clausewitz uitgebreid tot een totale overwinning op het West-Europees continent.
De Duitse operationele strategie kreeg vorm in het aanvalsplan Fall Gelb. Het oorspronkelijke Duitse aanvalsplan, voorzien voor uitvoering in de herfst van 1939, was tot op zekere hoogte een heruitgave van het Schlieffenplan van augustus 1914. In dat plan lag de hoofdkrachtsinspanning bij de Noordelijke legergroep B. Deze legergroep moest Nederland en België binnenvallen, zoveel mogelijk Belgisch-Britse-Franse strijdkrachten vernietigen en havens aan de Noordzeekust in bezit nemen. In het centrum moest de legergroep A, zonder pantsereenheden, door Zuid-België en Luxemburg oprukken om de Zuidflank van legergroep B te beschermen. De legergroep C moest de Westwall tegenover de Maginotlinie bezetten.

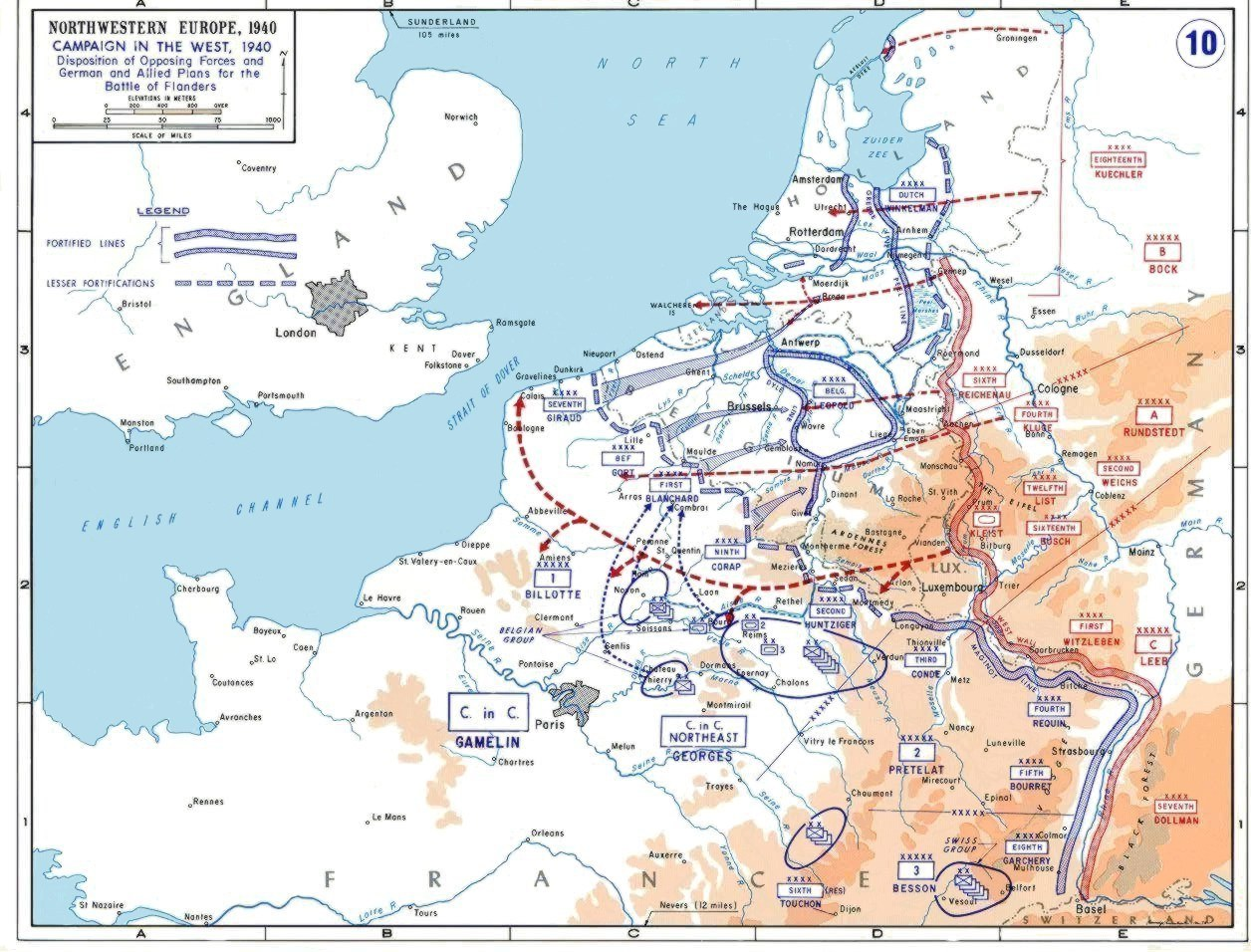
Fall Gelb; De plannen

Tijdens de wintermaanden werd echter het totaal nieuw plan ontwikkeld dat in mei 1940 uitgevoerd zou worden. Het idee voor dat plan kwam van de legergroep A, onder bevel van Generaal Gerd von Rundstedt. Zijn stafchef Erich von Manstein lag aan de basis van dat nieuwe plan. Het leidende idee van het nieuw plan was dat bij de voorgenomen schending van België en Nederland de politieke inzet te groot was om zich tevreden te stellen met een beperkte overwinning. Niets minder dan een totale overwinning moest nagestreefd worden. Daarom stelde von Manstein voor dat de inval in België door de legergroep B enkel zou dienen om de Britten en Fransen te misleiden en hun strijdkrachten naar België lokken. De hoofdkrachtsinspanning echter moest bij de legergroep A gelegd worden. Pantserdivisies van de legergroep A moesten ongemerkt oprukken door de Ardennen, de Maas oversteken in de buurt van Sedan en dan op de waterscheidingslijn tussen het Seinebekken en Sommebekken in het zuiden en het Maas - en Scheldebekken in het noorden onversaagd doorstoten naar de Kanaalkust. De Belgisch-Britse-Franse strijdkrachten zouden dan afgesneden worden van hun bases en overgeleverd aan de vernietiging. Tegelijk moesten ook, door offensieve acties tussen Maas en Moezel, gunstige uitgangsposities veroverd worden om later een vernietigend offensief te kunnen inzetten naar het zuiden van Frankrijk.

## Balans der krachten
Tijdens en na het overweldigend succes van de Duitse legers in de maand mei en de smadelijke nederlagen van Britten, Fransen, Belgen en Nederlanders was de mening ruim verspreid dat de Duitse legers een overweldigende overmacht hadden in troepen, tanks, vliegtuigen. Een schromelijke misvatting.
Het Duitse leger telde 137 divisies. Het Verenigd Koninkrijk, Frankrijk, Nederland en België telden samen 148 divisies. Ze hadden veel meer vuurmonden (gewone en antitank), en meer pantsers dan de Duitsers: bijna 3000 tegenover 2600. Ze hadden, België en Nederland meegeteld, 2100 vliegtuigen. Na 10 mei zouden daar nog 700 Britse vliegtuigen op bases in Engeland bij komen. Aan Duitse kant konden op 10 mei 3000 vliegtuigen ingezet worden.
Het doorslaggevend verschil tussen beide partijen lag in de strategische en tactische opvattingen. Militaire historici en denkers zoals J. F. C. Fuller en B. H. Liddell Hart hadden lessen getrokken uit de Eerste Wereldoorlog en een concept ontwikkeld voor een pantserleger dat op een smal front in massa en in diepte zou optreden in nauwe samenwerking met luchtsteun. In het Verenigd Koninkrijk, Frankrijk, België of Nederland was er behalve Charles de Gaulle geen enkele militaire autoriteit die in de tank iets anders zag dan een tuig dat de vuurkracht van de infanterie kon versterken. Duitsers daarentegen zoals Heinz Guderian hadden de vernieuwende ideeën opgepikt.
De plannen en de uitvoering weerspiegelden de tegengestelde opvattingen van beide partijen. Volgens het Mansteinplan zou een vernietigende slag toegebracht worden door een concentratie van pantserdivisies, gemotoriseerde divisies, luchtlandingstroepen, en luchtsteun terwijl gewone divisies veroverd terrein bezetten en optreden in sectoren van bijkomend belang. De geallieerde tanks en vuurmonden werden verspreid van de Zuiderzee tot de Zwitserse grens. De vliegtuigen zouden verspreid optreden in kleine groepjes in vruchteloze steun voor ineenstortende legers.
De andere factoren die de balans doen doorslaan in de ene of ander richting, het moreel van de troepen en de bevelvoering, waren in het voordeel van de agressor.
In België en Frankrijk was het moreel van de troepen verzwakt door extreem nationalistische, extreemrechtse en communistische agitatie en de mobilisatie. In Duitsland waren de nieuwsoortige troepen die de bepalende slag moesten toebrengen doordrongen van vertrouwen en geloof in hun zaak.
De bevelvoering over de Duitse legers was in de hand van één autoriteit. Er was geen sprake van een eengemaakt operationeel commando over de Britse, Franse, Belgische, Nederlandse strijdkrachten, alleen politieke afspraken, zodat soepel reageren op tactisch veranderende situaties uitgesloten was.

## Offensieve en defensieve operaties in Frankrijk, België, Nederland

### Eben-Emael en de bruggen over het Albertkanaal
Op 10 mei 1940 in de ochtend werden de Belgische stellingen langs de Belgisch-Nederlandse grens tussen Neeroeteren (ten westen van Maaseik) en Briegden (ten westen van Maastricht) op meerdere plaatsen aangevallen door Duitse troepen die de Maas overgestoken waren en de Belgische verdediging aftastten. De Belgische troepen slaagden erin de bruggen over de Kempische kanalen op tijd te laten springen en zich terug te trekken naar het Albertkanaal. Twee bruggen over het Albertkanaal en het fort van Eben-Emael werden bij verrassing in de Slag rond het Fort Eben-Emael genomen door een nieuw soort eenheden: parachutisten die dicht bij hun aanvalsdoel landden aan boord van zweefvliegtuigen. Het Belgische leger trok zich terug naar de KW-stelling.

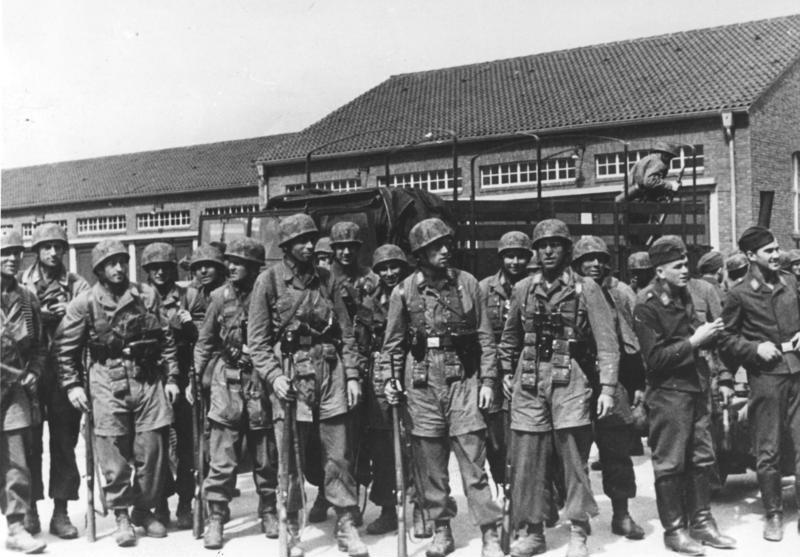
Duitse parachutisten die het fort van Eben-Emael innamen

### Misleiding van de Fransen en Britten
Het Franse oppercommando was er snel van overtuigd dat de veronderstellingen waarop het Dijleplan gebaseerd was, werkelijkheid waren geworden.
De geplande defensieve acties uitgevoerd.
Het gemotoriseerde 7e Franse Leger werd richting Breda gestuurd.
Het 1e Franse Leger en het 9e Franse Leger trokken volgens plan België binnen om hun stellingen ten zuiden van Waver en langs de Maas te bezetten. De Britten reden België binnen om hun toegewezen deel van de KW-stelling te bezetten.
Op 14 mei voerde de Duitse Luftwaffe het Bombardement op Rotterdam uit. De volgende dag capituleerde het Nederlandse leger onder dreiging van een bombardement op Utrecht.

### Doorbraak aan de Maas

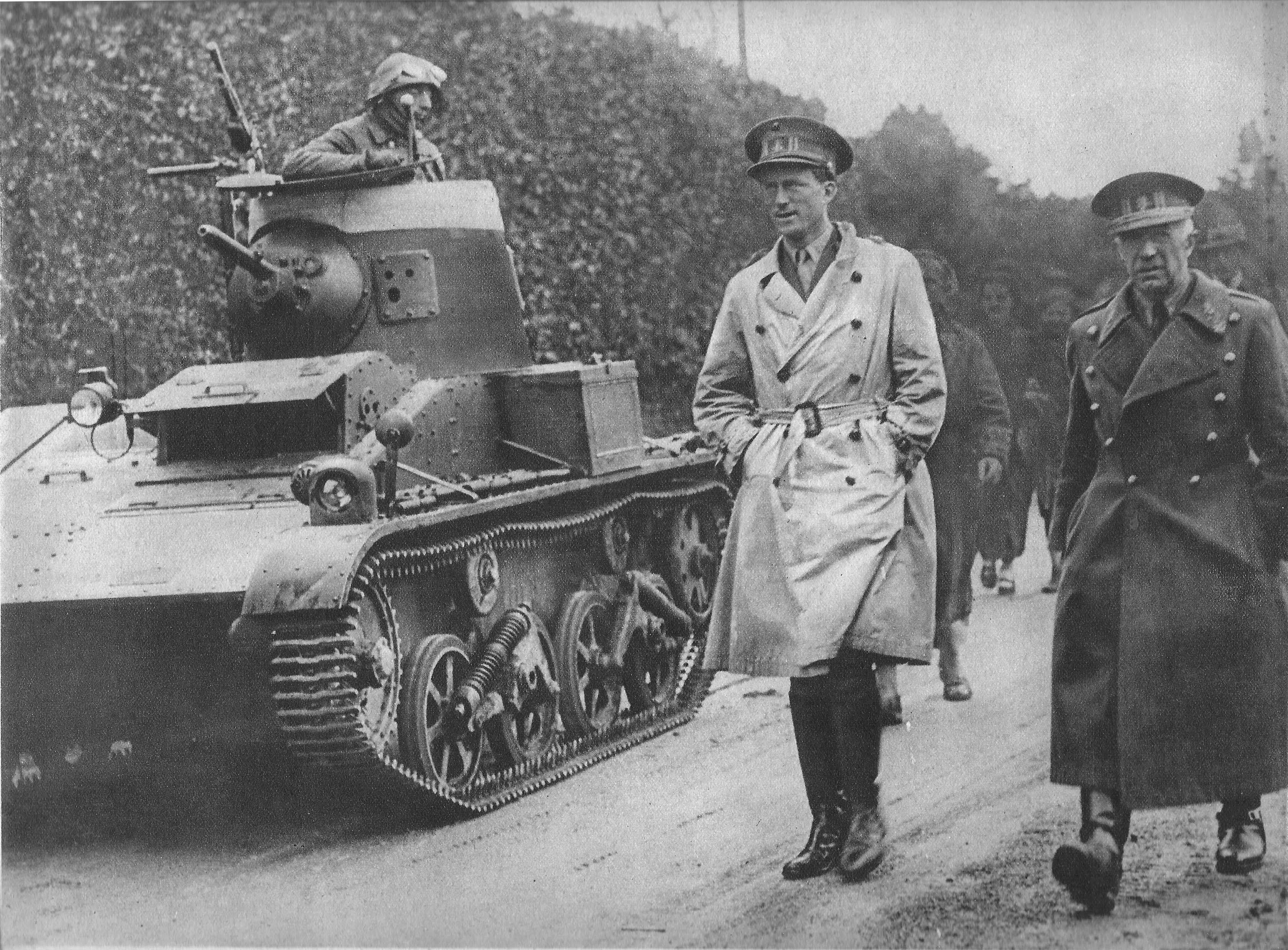
Koning Leopold III op 18 mei 1940

Ondertussen trok de Duitse Legergroep A in zuidwestelijke richting door Luxemburg en de Ardennen. Twee pantserlegerkorpsen hadden de leiding. Een ervan stond onder bevel van generaal Guderian. Ze bereikten in goede orde de Maas, ten zuiden van Namen ter hoogte van Sedan. Na luchtbombardementen door de duikbommenwerpers, de Stuka's, staken de pantserinfanterie-eenheden op 13 mei de Maas over. Een brug werd geslagen en op 14 mei in de namiddag waren drie pantserdivisies overgezet. Andere pantserdivisies konden de Maas oversteken te Monthermé en bij Dinant. Het 9e Franse Leger, grotendeels samengesteld uit wederopgeroepen eenheden, kon geen noemenswaardige weerstand bieden.
De weg naar de kust, op de waterscheidingslijn tussen de stroombekkens in het noorden en in het zuiden lag open voor de Duitse pantsers. Bevreesd voor Franse tegenaanvallen op de flank van de doorbraak, kwam Hitler tussen om de opmars af te remmen. Zijn orders werden vindingrijk omzeild door de pantsereenheden.

### Franse, Britse en Belgische reacties
Het 7e Franse Leger werd teruggeroepen en trok in wanorde naar het zuiden. Aan de Dijle waren heftige gevechten geleverd. Na de doorbraak aan de Maas dreigden het BEF en het 1e Franse Leger geïsoleerd en omsingeld te worden. Ze werden teruggetrokken richting west. Enkele pogingen van Fransen en Britten om de Duitse doorbraak op de flanken aan te pakken, kwamen te laat of waren te zwak.
In een poging een continue defensielijn met de Fransen te bewaren werd ook het Belgische leger teruggetrokken op opeenvolgende defensieve stellingen. Hierbij werd gebruik gemaakt van de zuid-noord rivieren en de bestaande ingerichte binnenlandse stellingen. In de nacht van 22 op 23 mei 1940 (einde van de slag bij Gijzenzele) verlieten de Belgische troepen het Bruggenhoofd Gent waar ze gevaar liepen afgesneden en omsingeld te geraken. Ze trokken terug naar een volgende en laatste, onvoorbereide verdedigingslijn, de Leie. Het vervolg van de strijd zal later omschreven worden als de slag aan de Leie.

### Evacuatie uit Duinkerke

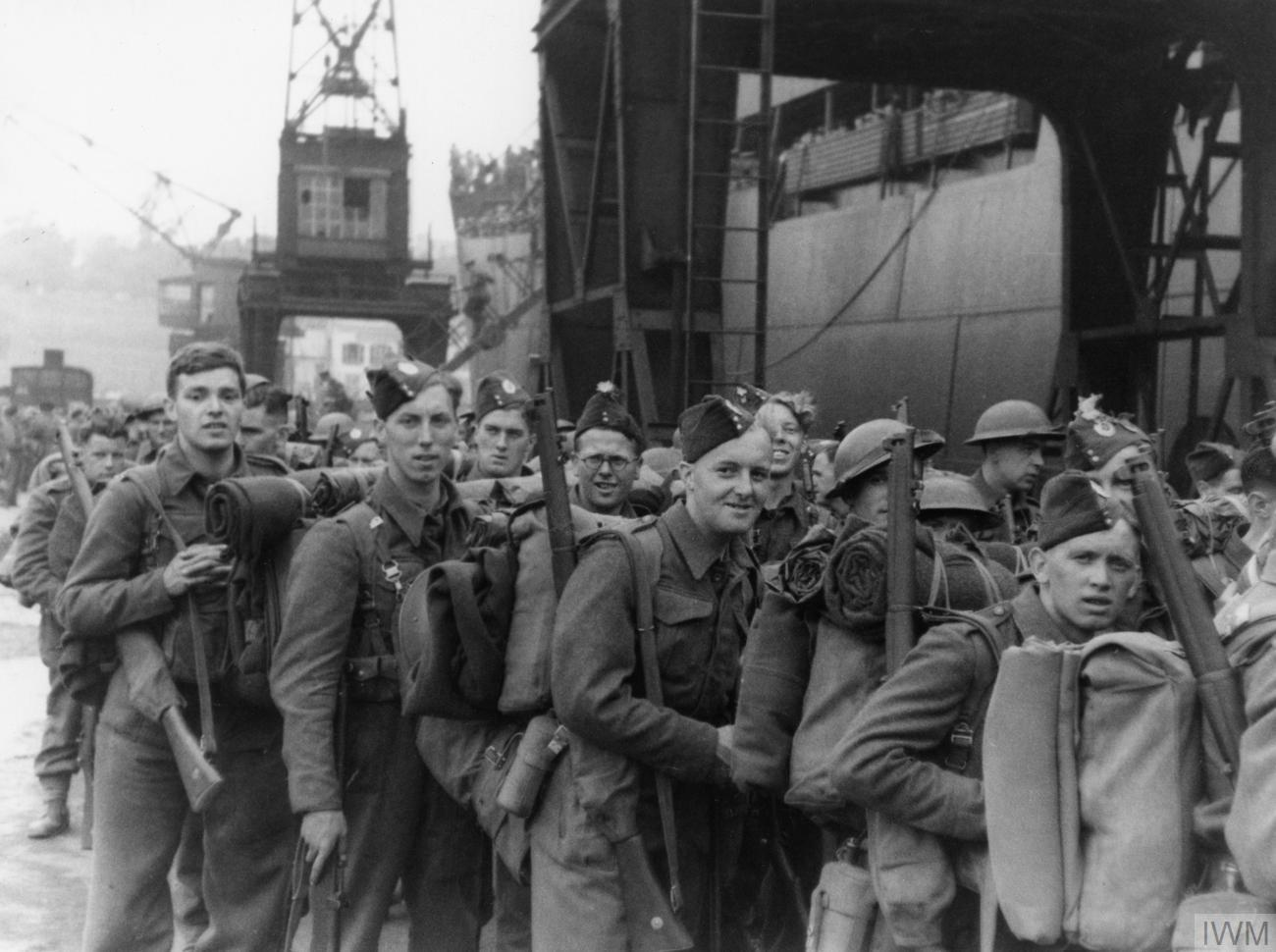
Britse troepen schepen in te Duinkerke

Op 20 mei bereikten de Duitse pantsers Abbeville aan de monding van de Somme. Hitler besliste de pantsereenheden te stoppen. Het Britse expeditiekorps, het Belgische leger, het 7e Franse Leger en elementen van het 1e en 9e Franse Leger noord van de Duitse doorbraak waren afgesneden van de rest van de Franse legermacht zuid van de Duitse doorbraak. De Britten waren bezorgd hun BEF (British Expeditionary Forces) te verliezen. Op 26 mei beslisten ze tot evacuatie uit Duinkerke. In een laatste inspanning leverde het Belgische leger een bijdrage aan de bescherming van de evacuatie Operatie Dynamo.

### Belgische capitulatie

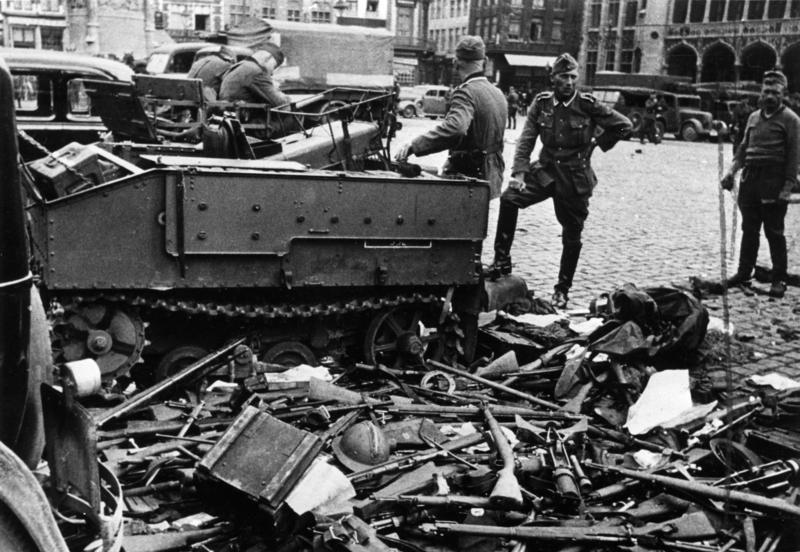
Ontwapening van Belgische troepen in Brugge

Op 28 mei was het Belgische leger samen met miljoenen vluchtelingen tegen de zee samengedrukt op een klein oppervlak, zonder reserves, uitgeput. Het kon geen nuttige rol meer vervullen. Verder weerstand bieden kon alleen zorgen voor grote verliezen bij de eigen troepen en bij de vluchtelingen.
Op 28 mei capituleerde koning Leopold III. De beslissing van de vorst zette op 31 mei kwaad bloed bij de regering-Pierlot IV in Limoges die niet was geraadpleegd. De Belgische regering vluchtte naar Frankrijk en in augustus 1940 naar Engeland. Koning Leopold III verkoos in het land te blijven, naar zijn zeggen om het lot van zijn krijgsgevangen soldaten te delen.

## Gevolgen

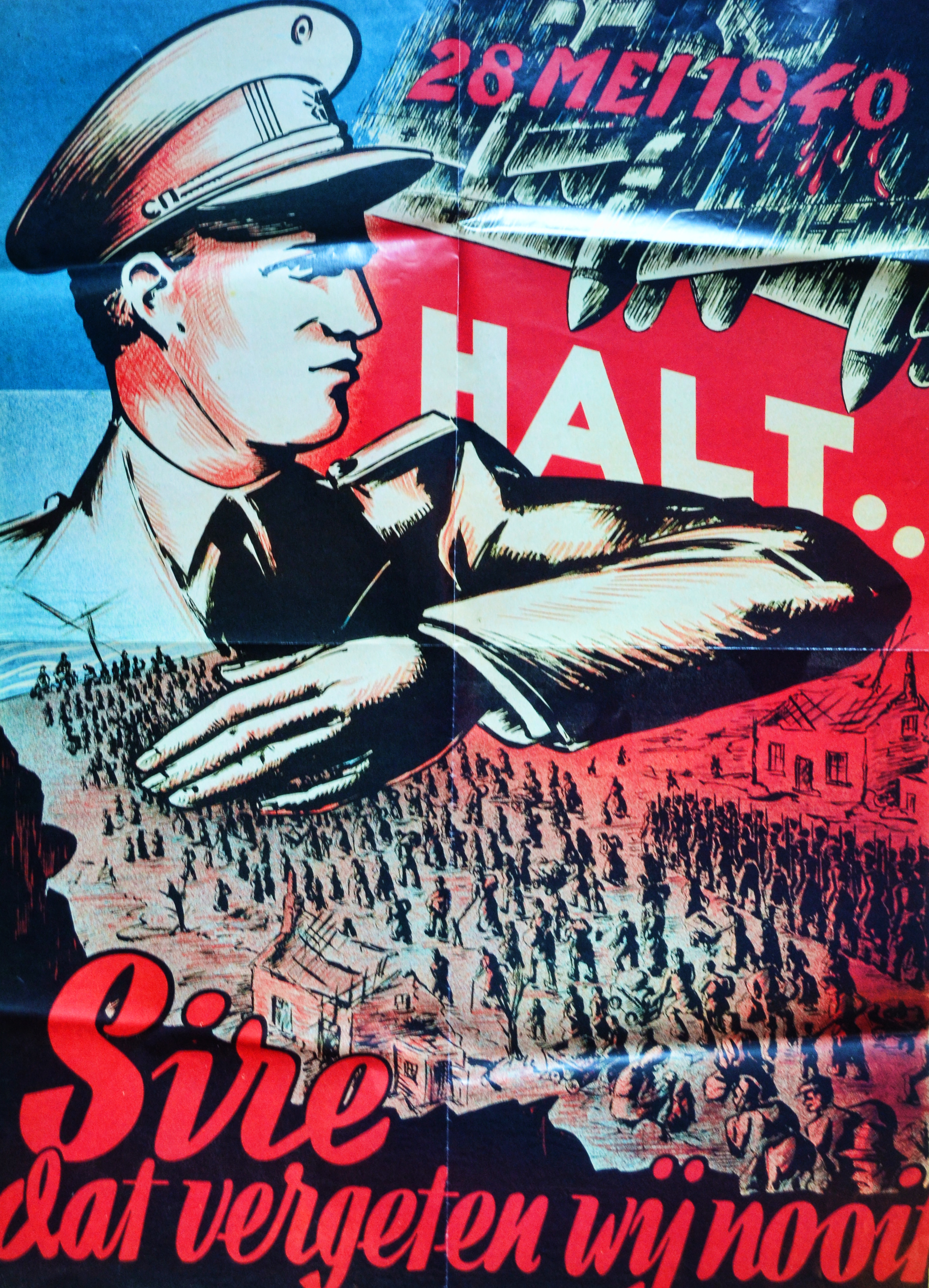
Belgische propagandaposter van koning Leopold III met opschrift "28 mei 1940, Halt, Sire dat vergeten wij nooit" naar aanleiding van de Achttiendaagse Veldtocht.

De succesvolle Duitse inval in het westen van 10 mei 1940 had grote directe gevolgen: België, Nederland en Frankrijk werden de volgende vier of vijf jaar bezet.

### België
De nederlaag van het leger, na nauwelijks achttien dagen strijd, liet een wrange nasmaak en bezorgde België een ongelooflijke kater. Het contrast met de Eerste Wereldoorlog was geweldig, en dat niettegenstaande de enorme materiële inspanning. Nog tijdens de veldtocht hadden de leiders van de Nieuwe Ordebewegingen hun diensten aan de Duitsers aangeboden. De ideologie bleek nu belangrijker dan het vaderland. Een aantal Vlamingen dachten met hulp van de Duitsers de Vlaamse aspiraties te kunnen verwezenlijken. In België, maar ook in Nederland en Frankrijk werd de positie van de aanhangers van een nationalistische en autoritaire staatsordening naar het voorbeeld van nazi-Duitsland versterkt.
De overduidelijke mislukking van de neutraliteitspolitiek zou de komende decennia het veiligheidsbeleid van België bepalen. De beslissing van koning Leopold III te capituleren vond bij een goed deel van de Belgische bevolking begrip. Niettemin lag zijn beslissing aan de basis van een ernstig conflict tussen de koning en de regering. Het conflict werd nog scherper door zijn keuze als krijgsgevangene in het land te blijven, door zijn houding ten aanzien van de Duitse bezetter en zijn huwelijk met Lilian Baels. Na de Tweede Wereldoorlog leidde het conflict, gekend als de Koningskwestie, tot ernstige binnenlandse problemen rond partijpolitieke en Vlaams-Waalse tegenstellingen.

### Frankrijk en het Verenigd Koninkrijk
Gefrustreerd door het faliekant verloop van de operaties, in het bijzonder de nutteloze tocht van het 7e leger, de doorbraak in de sector van het 2e en 9e leger en de late en onaangepaste reacties na de doorbraak richtten de Fransen onterecht woedende verwijten naar de Belgen. De afgang van het Belgisch leger en België was immers te wijten aan ineenstorting van de Franse verdediging op de Maas. De Franse minister van propaganda, Ludovic-Oscar Frossard, had geen goed woord over voor koning Leopold III. De rede die premier Paul Reynaud de 28e mei 's morgens voor de radio uitsprak, lokte overal in Frankrijk een anti-Belgische stemming uit. Vluchtelingen werden voor sales boches du nord (vuile moffen uit het noorden) uitgescholden en in sommige gevallen zelfs gemolesteerd. De geallieerden waren echter wel degelijk ingelicht over het voornemen tot capitulatie.
De Britse minister van propaganda Duff Cooper daarentegen bracht langs de BBC een eresaluut aan het Belgische leger, net trouwens als Churchill. Lord Keyes bleef tot aan zijn dood een vurige verdediger van Leopold III. De militaire historicus Sir Liddell Hart noemt zijn keuze als krijgsgevangene bij zijn troepen te blijven, gezien in die tijd, "eervol".
Het Britse leger en een beperkt aantal Franse troepen slaagden erin te ontkomen met achterlaten van hun zware wapens en materieel.
Toen het Duitse leger het offensief hernam richting zuid, reageerde het Franse leger op tactisch gebied op dezelfde wijze als daarvoor. Tanks en vliegtuigen werden geïsoleerd ingezet in plaats van in nauwe samenwerking met de infanterie en artillerie. De negatieve mentaliteit die ontstaan was door de bouw van de Maginotlinie kon onmogelijk op enkele weken omgedraaid worden en uiteindelijk moest ook het Franse Leger capituleren.